# Metopoactia andina
Metopoactia andina är en tvåvingeart som beskrevs av Townsend 1927. Metopoactia andina ingår i släktet Metopoactia och familjen parasitflugor.
Artens utbredningsområde är Peru. Inga underarter finns listade i Catalogue of Life.